# Bryan Redpath
Pour les articles homonymes, voir Redpath.
Pas d'image ? Cliquez ici

a Compétitions nationales et continentales officielles uniquement.

b Matchs officiels uniquement.
Bryan William Redpath, né le 2 juillet 1971 à Galashiels (Écosse), est un joueur de rugby à XV écossais sélectionné avec l'équipe d'Écosse de 1993 à 2003 au poste de demi de mêlée.
Il est le père de l'international écossais Cameron Redpath.

## Biographie
Bryan Redpath honore sa première cape internationale le 20 novembre 1993 contre l'équipe de Nouvelle-Zélande et son dernier le 8 novembre 2003 contre l'équipe d'Australie.
Il participe au Tournoi des Cinq Nations entre 1994 et 2003 (cependant, il ne fait pas partie de l’équipe qui remporte le Tournoi en 1999). Il est 21 fois capitaine de l'équipe d'Écosse en test match (et deux fois avec le XV d'Écosse).
Redpath participe à la Coupe du monde 1995 (quatre matches joués, battu en quarts de finale), 1999 (trois matches joués, battu en quarts de finale) et 2003 (cinq matches joués, également battu en quarts de finale).
Il joue de 2000 à 2005 avec les Sale Sharks. Dès l'été 2007, il devient entraîneur des arrières à Gloucester RFC. En juin 2009, il devient manager de l'équipe jusqu'à sa démission en avril 2012, puis retourne aux Sale Sharks comme directeur général. À la suite du mauvais début de l'équipe en championnat, il est écarté de son poste mais conservé par le club en tant que manager. Il est alors remplacé par John Mitchell. Ce dernier démissionne fin décembre 2012 et Redpath est désigné entraîneur des arrières.

## Palmarès
- Soixante sélections (plus trois avec le XV d'Écosse)
- Ventilation par année : 1 en 1993, 4 en 1994, 10 en 1995, 6 en 1996, 3 en 1997, 4 en 1998, 3 en 1999, 5 en 2000, 4 en 2001, 8 en 2002 et 12 en 2003
- Huit Tournois des Cinq et Six Nations disputés: 1994, 1995, 1996, 1997, 2000, 2001, 2002 et 2003
- Participation à trois Coupes du monde en 1995, 1999 et 2003